# 枕崎駅
枕崎駅（まくらざきえき）は、鹿児島県枕崎市東本町にある、九州旅客鉄道（JR九州）指宿枕崎線の駅。JRグループ日本最南端の路線である同線の終着駅であり、駅には「本土最南端の始発・終着駅」の碑が設置されている。夜間滞泊設定駅である。
かつては鹿児島交通の枕崎線が乗り入れており、2006年までの駅舎は鹿児島交通の所有であった。

## 歴史
先に建設された南薩鉄道（現 鹿児島交通）の駅として開業したことから、駅舎や敷地は2006年3月の解体まで一貫して同社が所有管理していた。日本国有鉄道（国鉄）は同社の駅に乗り入れて開業したため、鹿児島交通枕崎線の廃線までは駅施設などの使用料を支払っており、国鉄の駅数にも計上されていなかった。その後、枕崎線の廃線にともない、正式な国鉄の駅となったため、国鉄はホーム部分のみの管理に移管され、実質的には駅舎が無い駅であり、JR九州に引き継がれた後もそのままであった。駅舎内は引き続き国鉄の社員は配置されず鹿児島交通のバス部門の職員が配置され、バスターミナルとしての機能がより強かった。2006年に再開発事業で駅敷地が地元スーパーマーケットのタイヨーに売却されたため、駅舎は解体され駅自体も鹿児島寄りに約100m移設された。駅舎跡地には店舗（タイヨー・ミドリ薬品）が建設されたが、旧駅舎の前に設置されていた「日本最南端の終着駅枕崎」と書いた灯台を模したモニュメントはそのまま残されている。移設後の駅には駅舎が設けられなかったが、市民の寄付により2013年4月に新たな駅舎が落成した。この駅舎は2013年にグッドデザイン賞を受賞している。
駅舎の「枕崎駅」の相撲文字は立行司の第36代木村庄之助（枕崎市出身）のものである。

### 年表
- 1931年（昭和6年）3月10日：南薩鉄道の駅として開業。
- 1935年（昭和10年）10月6日：省営自動車山川線（山川港 - 枕崎間）開業[5]
- 1949年（昭和24年）2月11日：駅舎が再建される。
- 1963年（昭和38年）10月31日：国鉄指宿枕崎線が延伸開業し[6]、南薩鉄道所有の駅設備を国鉄が間借りする形ではあるが、2路線が共用する駅となる[7]。
- 1964年（昭和39年）9月：大隅半島が地盤のバス事業者である三州自動車（初代）が南薩鉄道を吸収合併し、鹿児島交通に社名を変更する。
- 1983年（昭和58年）6月21日：集中豪雨により鹿児島交通枕崎線（旧 南薩鉄道線）が運休。
- 1984年（昭和59年）
  - 3月17日：鹿児島交通枕崎線が廃止。国鉄の単独駅となるが、駅舎部分の所有者は変わらず。
  - 3月18日：駅員無配置駅となる[8]。
- 1987年（昭和62年）4月1日：国鉄分割民営化により、JR九州の駅となる。
- 2006年（平成18年）5月1日：鹿児島交通が所有していた旧駅舎の敷地譲渡に伴い、指宿方面に100メートル移設される。
- 2009年（平成21年）12月26日：駅前広場に市営の観光案内所を開設[9]。
- 2013年（平成25年）4月15日：新駅舎完成。同月28日に開業[10]。

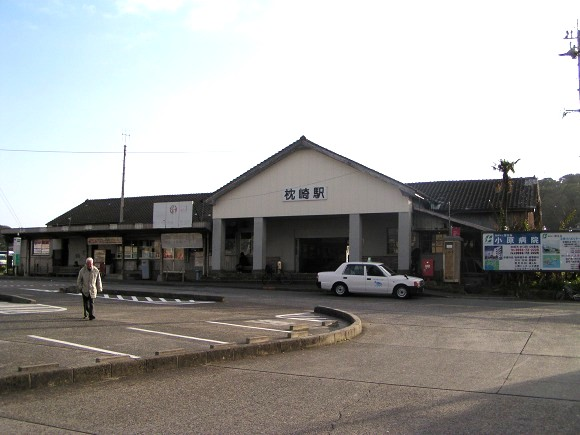
旧駅舎（2005年3月）
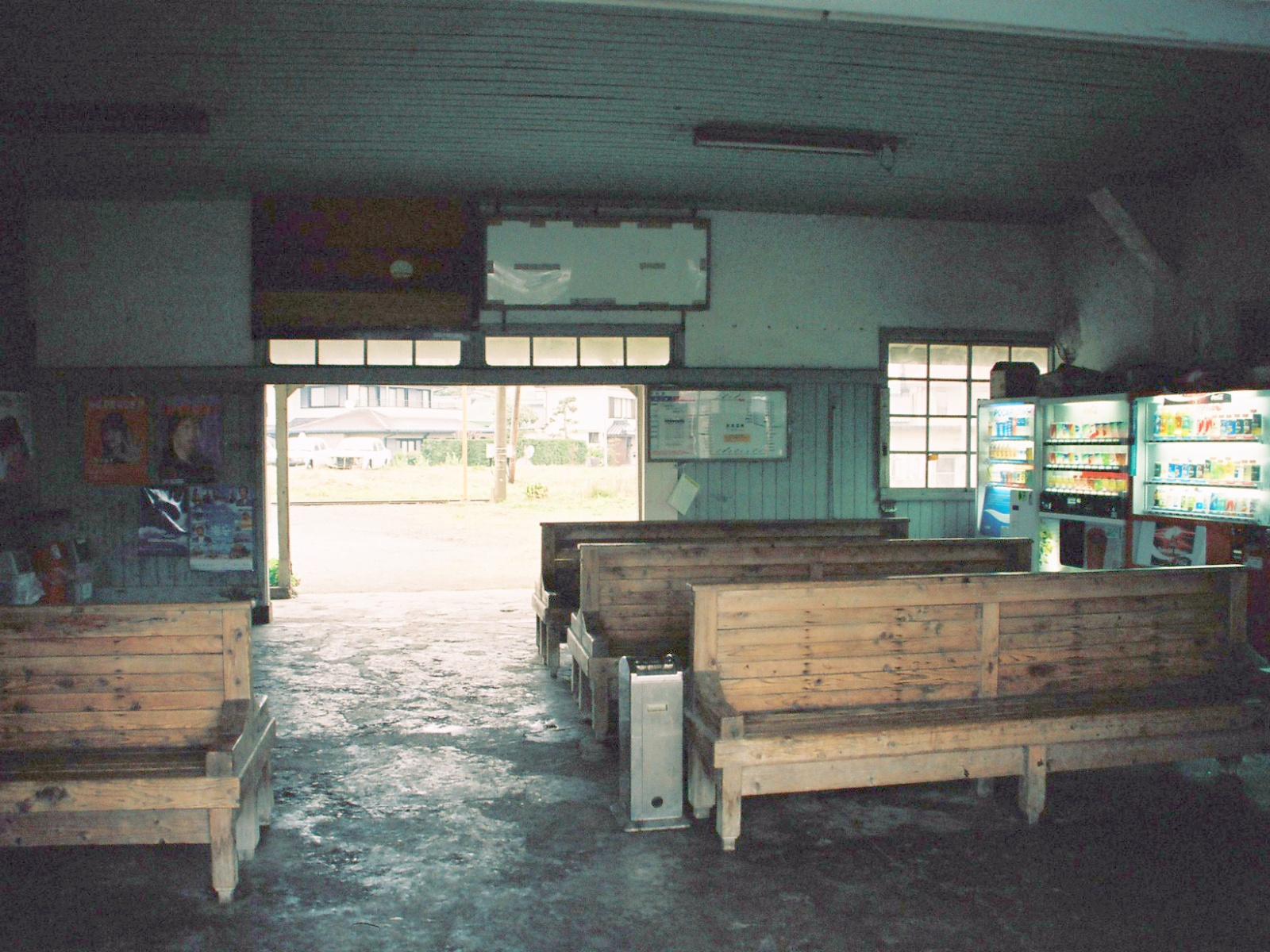
旧駅舎待合室（2004年3月）
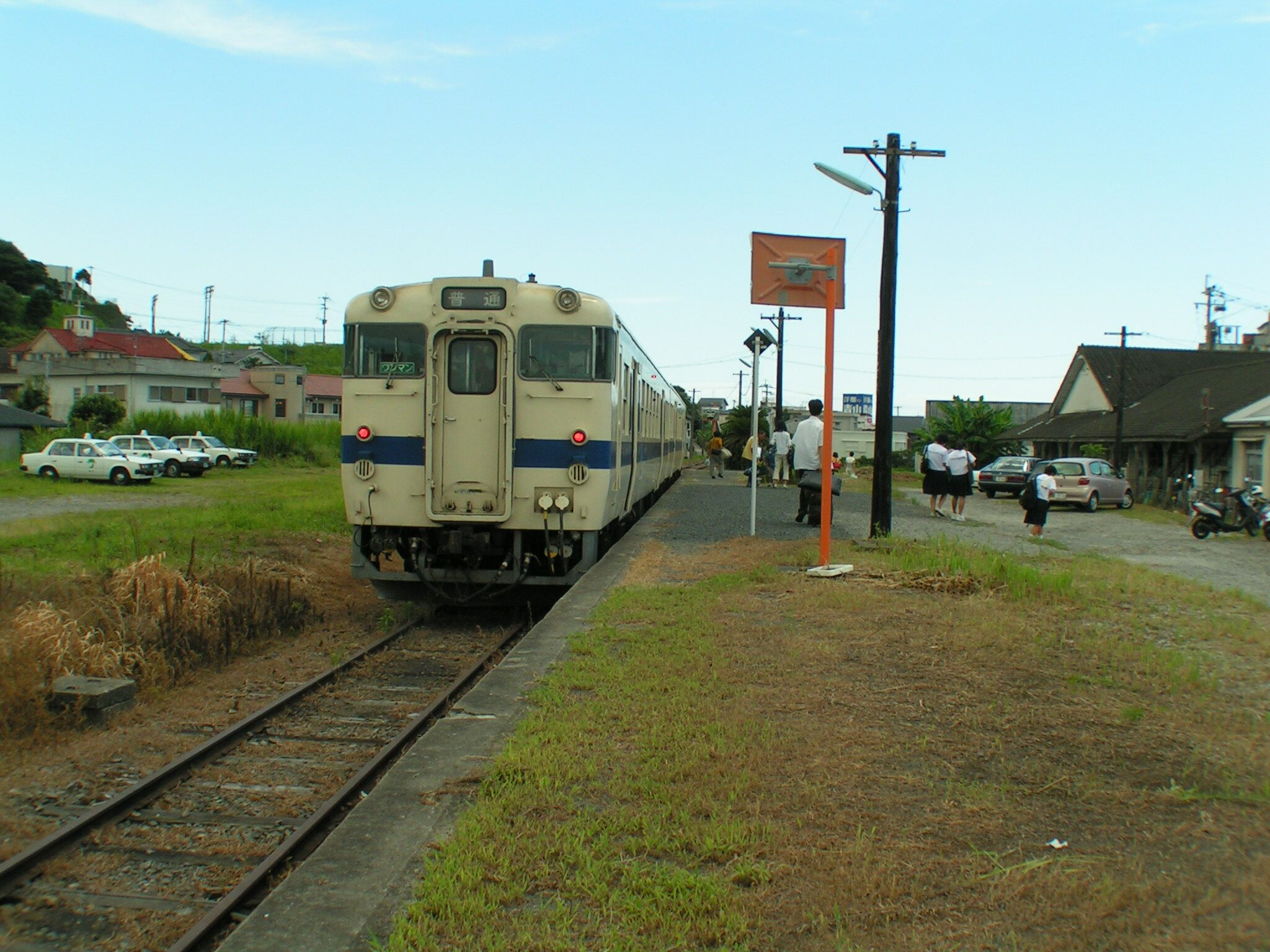
ホーム（2004年8月）

## 駅構造
単式ホーム1面1線を有する地上駅。無人駅である。駅舎は市民の寄付によって建設され、中には山幸彦の像、外はかつお節行商の像がある。
乗車券の券売機は設置されておらず、列車乗車時は整理券を取り、下車時は車内で精算する。

### のりば
| 番線 | 路線        | 方向 | 行先           |
| ---- | ----------- | ---- | -------------- |
| 1    | ■指宿枕崎線 | 上り | 山川・指宿方面 |

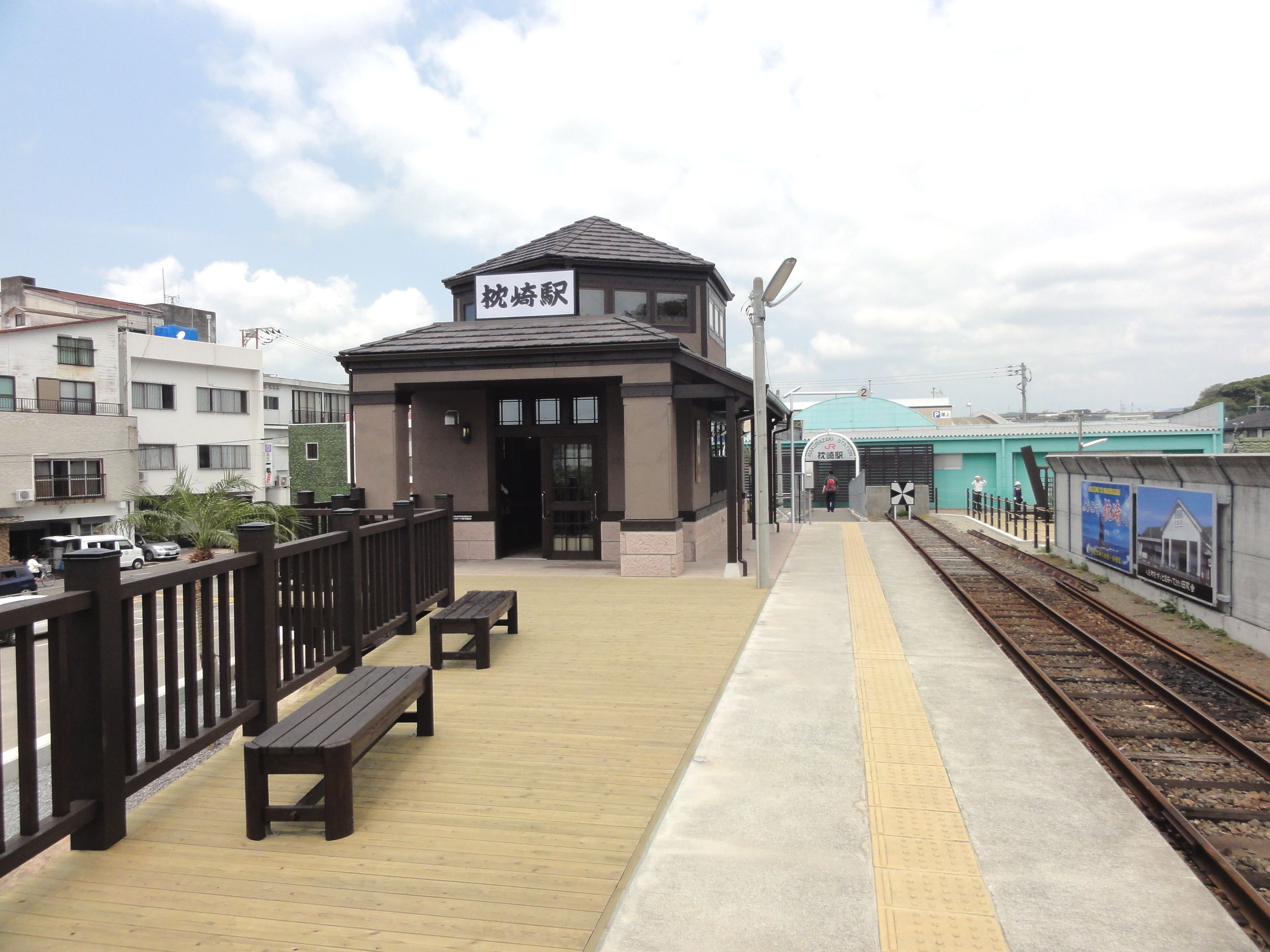
駅舎とホーム（2013年4月）
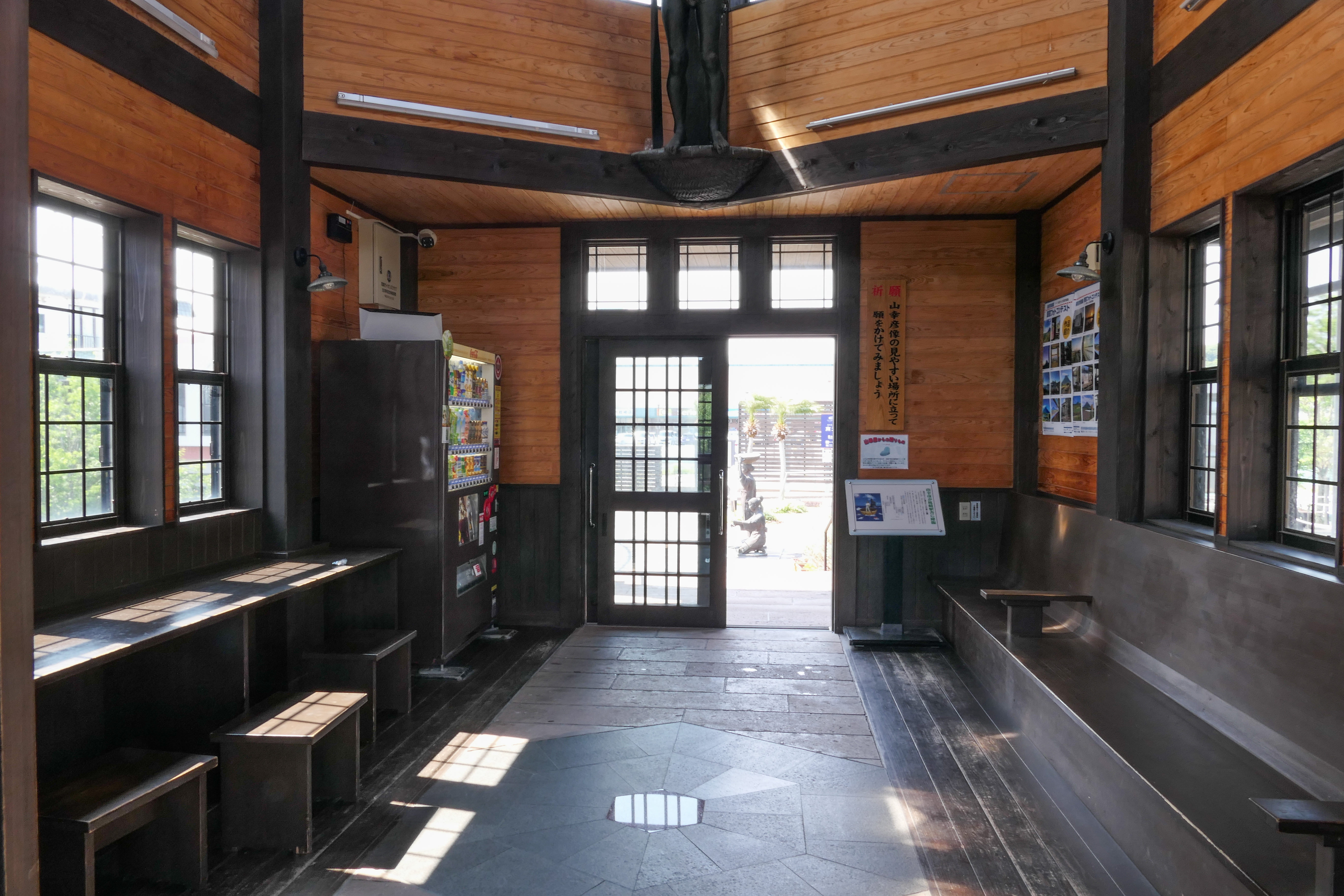
駅舎内観（2023年5月）
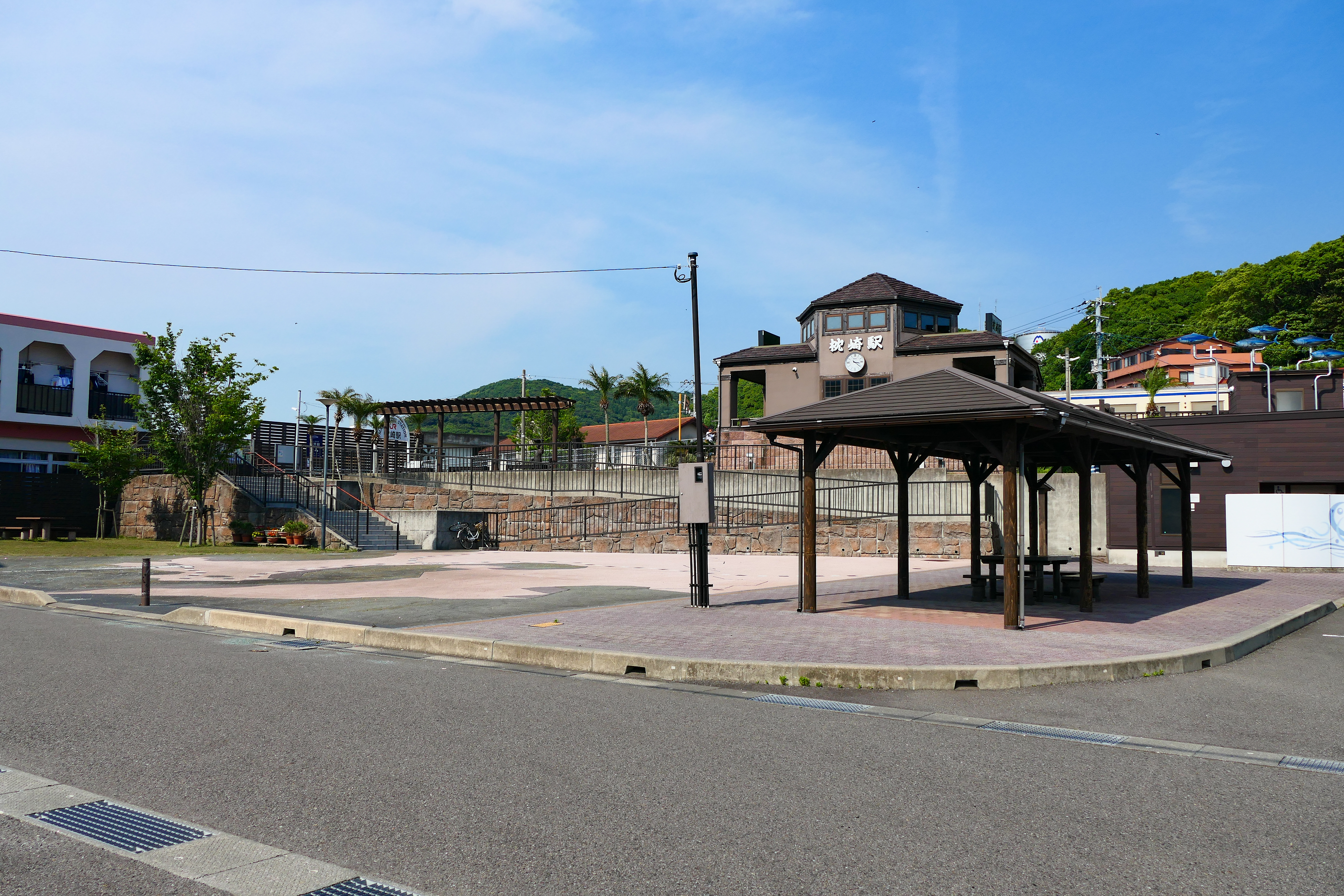
駅舎と駅前広場（2023年5月）

## 利用状況
2015年度の1日平均乗車人員は25人である。
| 年度 | 1日平均 乗車人員 | 1日平均 乗降人員 |
| ---- | ---------------- | ---------------- |
| 2007 | 32               | 72               |
| 2008 | 47               | 97               |
| 2009 | 50               | 104              |
| 2010 | 33               | 70               |
| 2011 | 37               | 76               |
| 2012 | 35               | 76               |
| 2013 | 31               | 67               |
| 2014 | 31               | 67               |
| 2015 | 25               | 53               |

## 駅周辺
枕崎市の中心市街地に位置する。
- 片平山公園・文化資料センター南溟館（なんめいかん） - 駅の東側に所在。
- 枕崎市役所 - 駅の西側に所在。
- 枕崎市立病院 - 駅の東側に所在。
- 枕崎漁港 - 駅の南西に所在するが、比較的離れている。
  - 南薩地域地場産業振興センター
  - 枕崎市かつお公社
  - 枕崎お魚センター
- まちの湯ひとっ風呂（旧 枕崎温泉京湯） - 駅の南西に所在。
- 枕崎住吉郵便局 - 駅の西側に所在。
- 枕崎郵便局 - 駅の西側に所在。駅からは住吉郵便局が比較的近い。
- 国道225号 - 駅の西側約500 mの場所にある市民会館下交差点から出入りできる。
- 国道226号 - 鹿児島県道266号枕崎停車場線の終点である中央交差点から出入りできる。東西に延びており中央交差点の東側は指宿枕崎線に並行している。
- 鹿児島県道266号枕崎停車場線 - 当駅前を起点とし、南に約600 m延びている。
- 鹿児島県立枕崎高等学校

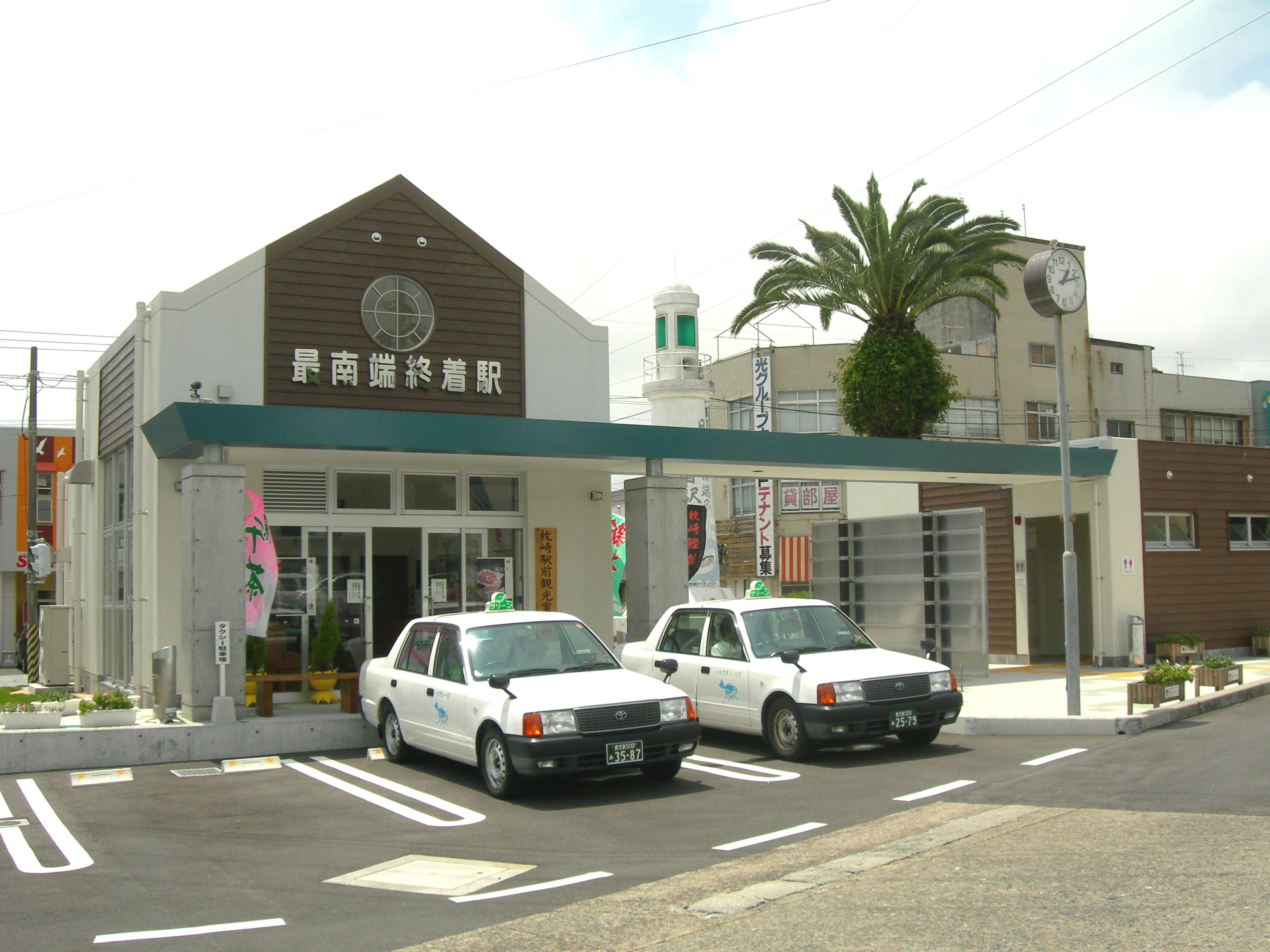
市営の観光案内所
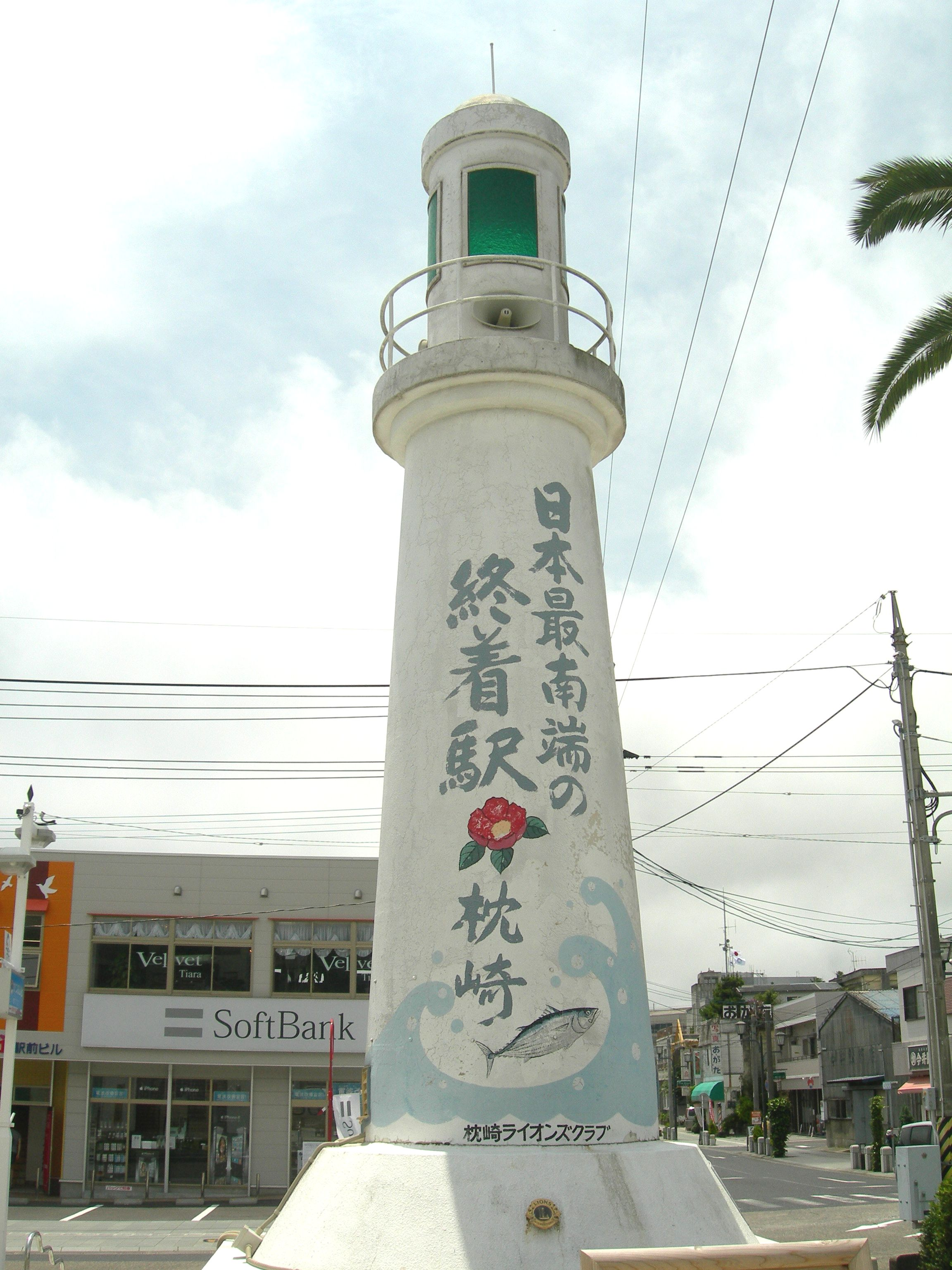
灯台を模したモニュメント。「終着駅」の文字がある
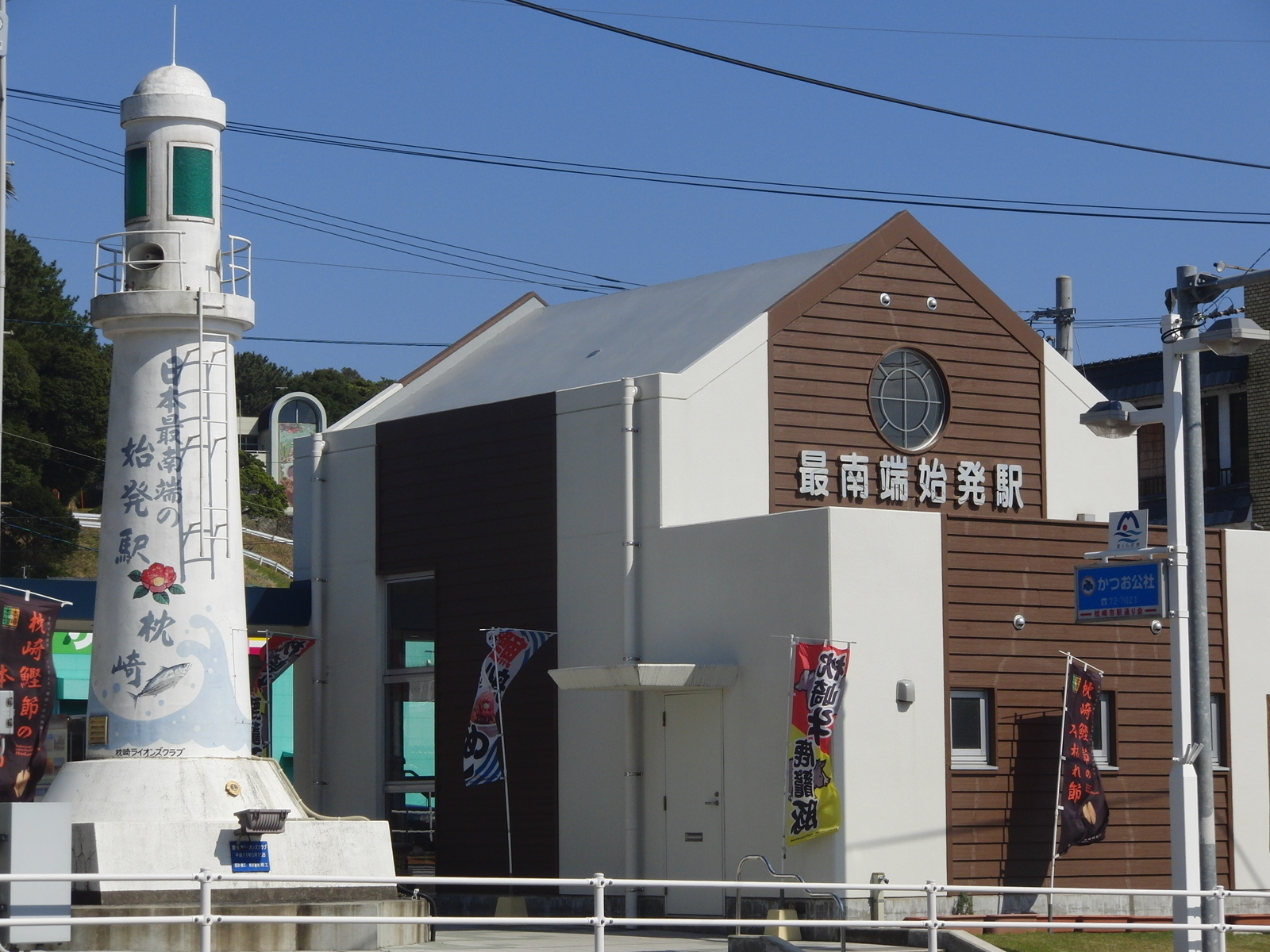
観光案内所（右）とモニュメント
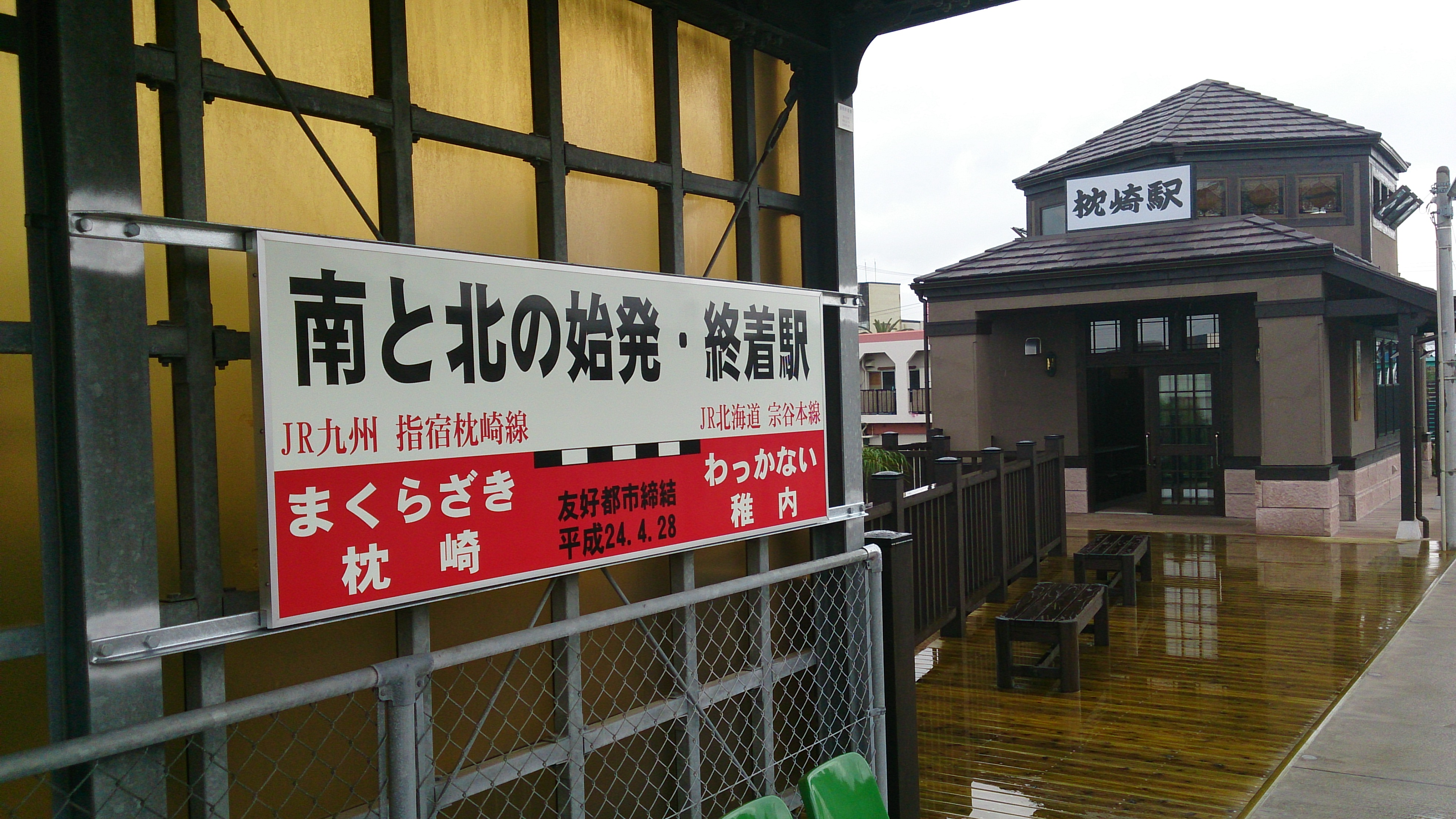
枕崎市と北海道稚内市が友好都市となって1周年となったことを記念するプレート

### バス路線
駅から路地を出た場所に、鹿児島交通のバス乗り場がある（川辺・鹿児島線、なんてつ線（加世田・伊集院方面）、知覧線、鹿児島空港線など）。
かつては、JR九州バス（山川線：枕崎駅 - 山川駅）が当駅前に乗り入れていた。

## エピソード
日本国内における通常の鉄道では日本最南端の終着駅であることから、紀行などをテーマとした多くの作品で取り上げられている。
- 紀行文『最長片道切符の旅』（宮脇俊三 著）の終着駅である。
- テレビ番組『列島縦断 鉄道乗りつくしの旅〜JR20000km全線走破〜 春編』（NHK）の始発駅となった。

## 隣の駅
九州旅客鉄道（JR九州）
■指宿枕崎線
■普通
薩摩板敷駅 - 枕崎駅

### かつて存在した路線
鹿児島交通
枕崎線
鹿篭駅 - 枕崎駅